# Mérione royal
Meriones rex
Espèce
Statut de conservation UICN

 LC  : Préoccupation mineure
Le Mérione royal (Meriones rex ou Meriones (Parameriones) rex) est une espèce qui fait partie des rongeurs. C'est une gerbille de la famille des Muridés. On trouve cette espèce en altitude, en Arabie saoudite et au Yémen, entre 1 350 m et 2 200 m d'altitude.